# Swainsona canescens
Swainsona canescens là một loài thực vật có hoa trong họ Đậu. Loài này được (Lindl.) F.Muell. miêu tả khoa học đầu tiên.